# Округ Бяла
Округ Бяла (нем. Bezirk Biala, Бя́льский уе́зд, пол. Powiat bialski) — административная единица коронной земли Королевства Галиции и Лодомерии в составе Австро-Венгрии, существовавшая в 1867—1918 годах. Административный центр — Бяла (ныне Бельско-Бяла, Польша).
Площадь округа на 1879 год составляла 6,577 квадратных миль (378,44 км2), а население 79 610 человек. Округ насчитывал 74 поселения, организованные в 63 кадастровых гмины.
На территории округа работают 3 районные суды — в Бялой, Кентах и Аушвице (Освенциме).
После Первой мировой войны округ вместе со всей Галицией отошёл к Польше.